# Гайнц Шнайтер
Гайнц Шнайтер (нім. Heinz Schneiter, 12 квітня 1935, Тун — 6 липня 2017) — швейцарський футболіст, що грав на позиції захисника. По завершенні ігрової кар'єри — тренер.
Виступав, зокрема, за клуби «Янг Бойз» та «Лозанна», з якими став п'ятиразовим чемпіоном Швейцарії та дворазовим володарем Кубка Швейцарії, а також національну збірну Швейцарії, у складі якої був учасником двох чемпіонатів світу.

## Клубна кар'єра
У дорослому футболі дебютував 1954 року виступами за команду «Тун», в якій провів два сезони і дійшов до фіналу кубка в 1955 році, де його команда програла «Ла Шо-де-Фону».
Своєю грою привернув увагу представників тренерського штабу клубу «Янг Бойз», до складу якого приєднався 1956 року. Відіграв за бернську команду наступні шість сезонів своєї ігрової кар'єри. За цей час чотири рази поспіль виборював титул чемпіона Швейцарії з 1957 по 1960 рік і ставав володарем Кубка Швейцарії у 1968 році.
1962 року став гравцем з клубу «Лозанна», у складі якого провів наступні п'ять років своєї кар'єри гравця. За цей час додав до переліку своїх трофеїв ще по одному титулу чемпіона та володаря Кубка Швейцарії.
У 1967 році він покинув «Лозанну» Спорт і повернувся в «Тун», у складі якої і починав кар'єру, де став граючим тренером. Захищав кольори команди до припинення виступів на професійному рівні у 1969 році.

## Виступи за збірну
10 березня 1957 року дебютував в офіційних іграх у складі національної збірної Швейцарії в матчі кваліфікації до чемпіонату світу 1958 року проти Іспанії (2:2) в Мадриді
У складі збірної був учасником чемпіонату світу 1962 року у Чилі, на якому провів всі три гри — з Чилі (1:3), ФРН (1:2) та Італією (0:3), але команда їх всі програла і посіла останнє місце у групі. 
На наступному чемпіонаті світу 1966 року в Англії Гайнц зіграв лише одного разу — із Західною Німеччиною (0:5), а його команда знову не пройшла груповий етап. Ця гра стала останньою для Шнайтера за збірну. Загалом протягом кар'єри у національній команді, яка тривала 10 років, провів у її формі 44 матчі, забивши 3 голи.

## Кар'єра тренера
Розпочав тренерську кар'єру, ще продовжуючи грати на полі, 1967 року, очоливши тренерський штаб клубу «Тун».
Наступним місцем тренерської роботи Шнайтера був клуб «Янг Бойз», головним тренером команди якого Гайнц був з 1970 по 1972 рік.
Помер 6 липня 2017 року на 83-му році життя.

## Титули і досягнення
- Чемпіон Швейцарії (5):

«Янг Бойз»: 1956–57, 1957–58, 1958–59, 1959–60
«Лозанна»: 1964–65
- Володар Кубка Швейцарії (2):

«Янг Бойз»: 1957–58
«Лозанна»: 1963–64